# Жертвоприношення мая
Жертвоприношення мая — ритуальні (культові) дійства, що існували в часи цивілізації мая. Мали на меті отримати прихильність богів, вгамувати їх невдоволення. Жертвами виступали люди, тварини, рослини.

## Значення
Принесення жертв має своє витоки з племінних звичаїв. В цьому народи мая розвивалися в рамках загальних процесів, що відбувалися скрізь на планеті. По мірі розвитку давні традиції оформлювалися обрядами. Втім зберігалося первісне значення — через надання різних жертв відбувалося спілкування з богами. В залежності від типу богів (землеробських, підземних, військових) здійснювалися жертви. Відбувався своєрідний обмін за майбутній успіх того, хто здійснював таке жертвопринесення.
Воно було невід'ємною частиною світосприйняття, філософії та міфологічних уявлень стародавніх мая. без цього, на їх думку, не можна було здійснити жодного дійства у житті (від народження до смерті, а також війни, торговельні мандрівки, укладання шлюбу тощо). Вони були не лише необхідними, а обов'язковими, це особливо стосувалося царів та жерців, які своїм кровопускання підтримувала рівновагу у світі. Тому відповідно будувалися величні храми, де здійснювали такі ритуали, на центральних площах і майданах, навколо таких пірамід з храмами зверху формувався ритуально-адміністративний центр кожного з міст-держав мая.

## Час і періодичність
Принесення жертв здійснювалося в залежності від значення молитов і прохань. В побутовому плані (хвороби, народження, похорон) вони не мали значної прив'язки до дня та якогось циклу. Такі жертвоприношення мали лише зв'язок з безпосередньою подією, у зв'язку з якою мешканець держав мая звертався до богів.
Уся діяльність володарів та вищого жрецтва мала сакральний, особливий характер. Тому усі події, пов'язані з ними, повинні були чітко відповідати встановленим правилам і циклам: народження, інтронізація, походи, святкування перемог, поховання. Усім цим подіям відповідало принесення жертв різного виду. Окремі жертви здійснювалися під час «ювілейних» дат, які координувалися з календарем мая. Визначенням цих дат займалося вище жрецтво.

## Види
Основними жертвами були продукція виробництва мая, насамперед маїс та цінні господарські культури, вироби з кераміки, коштовного та напівкоштовного каміння, золота. Особливим привілеєм, на яке мали право лише царі та знать, було здійснення священної жертви — декількох краплин крові. В особливих подіях — вдала військова кампанія, неврожай, посуха, влаштовувалися людські жертвоприношення. Для посилення ефекту жерці та жертви (царі при кровопускані й ті, кого вбивали на вівтарях) приймали галюциногенні засоби: Ек'Балам — Croton flavens; кору дерева балакче — Bourreria pulchra, насіння рослин Ipomoea violacea і Nymphaea ampla, гриб K'айсалах-Окош — Psilocybe cubensis.

### Священна жертва
Мая обожнювали людську кров (єм-кік або ч'аб'), вважаючи її носієм нулей («душі» людини), а тому жертвували її на «харчування» своїх богів. Процес кровопускання називався б'aх ч'аб'.
Для цього потрібно було риб'ячою кісткою (зазвичай ската) або обсидіановою чи кременевою голкою (лезом) проткнути собі язик, пеніс чи вуха (та ще й протягнути крізь рану мотузку) і зросити кров'ю папір, який потім спалювався (мая стверджували, що в диму такого багаття вони бачать лики своїх богів, котрі радіють кривавій пожертві, адже це їхня їжа). І чим вище стояв мая в соціальній ієрархії, тим частіше він мав виконувати такий ритуал.
Жертвенна кров з вуха називалася туб, з язика — ак', з крайньої плоті пеніса — ач. Особливим був ритуал протикання вуха (піч'), що, на думку тодішніх мая, дозволяло чути голоси богів. Важливим був ритуал отримання крові з пеніса: її змішували зі спермою у золотій невеличкій посудині. Це дійство повинно було символізувати утворення Всесвіту, а його повторення являло собою підтримання балансу і гармонії.
Існували також колективні кровопускання, що здійснювалися в особливо відповідальні моменти, під час величних церемоній. Їх здійснювали прилюдно цар, його дружина (зазвичай під час інтронізації чоловіка), родичі, вища знать і жрецтво. Іншим був ритуал «розсіювання», коли отриману з рани кров збирали у долоні, а потім розкидували на кшталт зерен маїсу під час посіву кукурудзи.

### Людські жертви
Здіснювали обряди з принесення людей у жертву спеціальні або верховні жерці. Так, у післякласичний період на Юкатані цим видом ритуалів зазвичай займалися накоми (або накоми), у мая-какчикелей — призначався окремо верховний жрець, що займався виключно обрядами жертвопринесень.
Формою таких принесень людей у жертву були: виривання серця (один з найпоширеніших), відрубання голови, кидання у сенот, запирання у підземеллі, ритуальне самогубство. Все це обставлялося урочисто, з піснями і танцями, що завершувалися бенкетом.

### Інші
Простолюдини як жертву приносили до храмів продукти своєї діяльності. Оскільки основні божества мали землеробський характер, відповідно як дар їм приносили маїс, картоплю, тютюн, боби какао, плоди та фрукти, а також рибу, різних тварин і птахів, мозаїку з пір'їв, вироби гончарства, ювелірів, цінні тканини.